# Abjecció
El terme abjecció (del llatí abjectio, -ōnis; literalment l'estat de ser "empès enfora", de ser "repulsat") fa referència a una reacció psicològica que ha estat desenvolupada de forma crítica en els àmbits de la psicoanàlisi i la filosofia, especialment en l'obra de Julia Kristeva. En essència una forma de rebuig semblant a la repulsió, la paraula té connotacions de degradació, fàstic i baixesa d'esperit. Allò abjecte és definit pel Gran Diccionari de la llengua catalana com "pervingut al darrer grau de l'abaixament, baix, vil, digne del més gran menyspreu."

## En la teoria crítica
En la teoria crítica contemporània, el mot "abjecció" és emprat per descriure l'estat de grups marginalitzats com les dones, les mares solteres, els practicants de religions minoritàries, les prostitutes, els convictes, els pobres i els que es troben en un estat d'inferioritat física. En aquest context, el concepte d'abjecte existeix entre el concepte d'un objecte i el concepte del subjecte: quelcom de viu però no totalment. Aquest terme apareix en les obres de Julia Kristeva. Sovint, el terme espai d'abjecció apareix amb aquesta mateixa connotació, referint-se als espais que habiten aquelles persones o coses que són objecte d'abjecció dels altres. William Apess emprà el terme al segle xix per parlar de la situació crítica dels indis americans a An Indian's Looking-Glass for the White Man.
Segons Kristeva, com que allò abjecte es troba fora de l'ordre simbòlic, ser forçat a suportar aquest ordre és una experiència inherentment traumàtica. Per exemple, davant la situació d'haver d'encarar-se amb un cadàver la majoria de les persones sentirien repulsió pel fet de trobar-se davant d'un objecte que és violentament expulsat del món cultural, tot i que anteriorment havia constituït un subjecte. La nostra experiència amb els éssers vius és corrent, mentre que enfrontar-se al contacte amb un cadàver que podem reconèixer com a humà i "viu" sense arribar a ser-ho és enfrontar-se amb la potencialitat de la nostra mort. Aquesta repulsió creada per la visió de la mort, els excrements i la putrefacció contribueix a la construcció del subjecte com un ésser que viu dins de l'ordre simbòlic.
Des d'una perspectiva psicoanalítica, l'abjecció té lloc en la part que el jo s'exclou: la mare. Hem de convertir en abjecte allò maternal, l'objecte que ens ha creat, per tal de construir una identitat. L'abjecció té lloc tant en el nivell micro del parlant vivent a través de les seves dinàmiques subjectives com en el nivell macro de la societat, a través del "llenguatge com a llei comú i universal". Els nostres rituals, especialment els de desfiguració, per tal de mantenir fronteres clares entre la natura i la societat, o en termes de Kristeva, la dicotomia entre allò semiòtic i allò simbòlic. Aquesta línia de pensament comença en l'obra de Mary Douglas Puresa i Perill, si bé és continuada en Soleil Noir de Kristeva.
El concepte d'abjecció sovint apareix diluït i confós amb la idea d'allò sinistre (unheimlich, uncanny), o el concepte de quelcom esdevenint "no-de-la-casa", estrany a les expectatives i aspectes que hi reconeixem malgrat ser quelcom "de fora". Un exemple que pertany al sentit discutit més amunt és el d'un cadàver, especialment el d'una persona estimada. Reconeixement que la persona ens és propera, però el fet que la persona estigui morta i "ja no" aquella persona familiar crea una dissonància cognitiva que duu a l'abjecció del cadàver.